# Polyfytos-broen
Polyfytos-broen eller Servia-højbroen (græsk: Υψηλή Γέφυρα Σερβίων) er med en længde på 1.372 m. en af de længste broer i Grækenland.  Byggeriet begyndte i 1972 sammen med den kunstige sø Ypsili Gefyra Servion  og blev afsluttet i 1975.
Broen er designet af Riccardo Morandi, og blev bygget af et joint venture  mellem Xekte SA – Skapaneus SA.
Broen er en del af GR-3 / E65 (Athen - Lamia - Larissa - Kozani - Florina) og ligger 15 km sydøst for byen Kozani og 5 km nordvest for Servia. Det er en af søens to broer; den anden er Rymnios-broen mod sydvest nær Aiani og er mindre med en længde på 615 m.

## Strukturelle problemer rejst i 2020
I begyndelsen af 2020 blev det  efter en visuel inspektion foretaget af professor Stergios Mitoulis fra University of Surrey  konstateret, at aldring, miljøbelastninger og stigning i trafikbelastningen på broen rejste spørgsmål om sikkerheden ved brug af broen. Midt i disse bekymringer blev broen pålagt trafikrestriktioner. Disse forebyggende foranstaltninger havde til formål at reducere belastningen på broen og omfattede forbud mod køretøjer, der vejer over 50 tons og reducerer køretøjets hastighedsgrænse til 40 kilometer i timen. 
Professor Mitoulis bemærkede efter inspektionen af broen, at der var en " synlig lodret forskydning af nogle af broens spænd ", og at " centrale, simpelt understøttede segmenter af dækket ikke er godt forbundet med den afbalancerede udkragede del af dækket, og der er en risiko for at det kan falde ned. ” Professor Mitoulis forklarede også, at de simpelt understøttede spænd skal forbindes med de afbalancerede cantilevers, mens bevægelsen af sidstnævnte synes at være det vigtigste spørgsmål, der hurtigst muligt skal gøres noget ved.

Broen var tidligere blevet inspiceret af det relevante ministerium i 1995 efter jordskælvet i Kozani og igen i 2012.
- Broen over Polyphytos-søen.
- Polyphytos-søen.